# Nanaspis
Nanaspis är ett släkte av kräftdjur som beskrevs av Humes och Roger F. Cressey 1959. Nanaspis ingår i familjen Nanaspididae.
Släktet innehåller bara arten Nanaspis ninae. Nanaspis är enda släktet i familjen Nanaspididae.